# Io so chi sei
Io so chi sei (Sé quién eres) è una serie televisiva drammatica spagnola, creata da Pau Freixas, prodotta da Filmax e Mediaset España e trasmessa su Telecinco dal 16 gennaio al 1º maggio 2017.
In Italia la serie è stata distribuita in esclusiva sul servizio di streaming Mediaset Infinity il 25 settembre e il 16 ottobre 2023.

## Trama
Juan Elías è un prestigioso avvocato, che dopo quello che sembra essere stato un incidente stradale, ha perso completamente la memoria. Con l'aiuto della moglie, la giudice Alicia Castro, cerca di ricostruire gli eventi accaduti, poiché l'auto è stata ritrovata in un incidente. La storia assume toni più cupi quando nel veicolo viene ritrovato il sangue di Ana Saura, la nipote della coppia scomparsa da giorni. Suo padre, Ramón, rettore dell'università, cercherà di dimostrare che Elías ha posto fine alla vita della giovane.

## Episodi
| Stagione       | Episodi | Prima TV Spagna | Pubblicazione Italia |
| -------------- | ------- | --------------- | -------------------- |
| Prima stagione | 16      | 2017            | 2023                 |

## Personaggi e interpreti

### Personaggi principali
- Juan Elías Giner, interpretato da Francesc Garrido, doppiato da Francesco Bulckaen.
- Alicia Castro, interpretata da Blanca Portillo, doppiata da Laura Boccanera.
- Eva Durán, interpretata da Aida Folch, doppiata da Gaia Bolognesi.
- David Vila (episodi 1-13, 16), interpretato da Carles Francino, doppiato da Marco Vivio.
- Ricardo Heredia (episodi 1-14, 16), interpretato da Antonio Dechent, doppiato da Antonio Palumbo.
- Ramón Saura (episodi 1-15), interpretato da Nancho Novo, doppiato da Francesco Prando.
- Marta Hess, interpretata da Eva Santolaria, doppiata da Emanuela Damasio.
- Silvia Castro (episodi 1-6, 8-13, 15-16), interpretata da Mar Sodupe, doppiata da Sabrina Duranti.
- Ana Saura (episodi 2-16), interpretata da Susana Abaitua, doppiata da Veronica Puccio.
- Marc Castro, interpretato da Martiño Rivas, doppiato da Andrea Oldani.
- Pol Elías Castro, interpretato da Àlex Monner, doppiato da Manuel Meli.
- Carla Mur "Charry" (episodi 3-9), interpretata da Nausicaa Bonnín, doppiata da Sara Ferranti.
- Julieta Elías Castro, interpretata da Noa Fontanals, doppiata da Sara Ciocca.
- Alberto Giralt (episodi 2-16), interpretato da Pepón Nieto, doppiato da Saverio Indrio.

### Personaggi ricorrenti
- Martín Barros (episodi 11-16), interpretato da Pere Arquillué, doppiato da Roberto Certomà.
- Héctor Castro (episodi 4-6, 8, 16), interpretato da Álvaro de Luna, doppiato da Gianni Giuliano.
- Susana Martín (episodi 1-2, 4, 6-8), interpretata da Montse Germán, doppiata da Alessandra Cassioli.
- Giudice Pilar Muñoz (episodi 2-4), interpretata da Blanca Apilánez, doppiata da Michela Alborghetti.
- Nonna di Eva (episodio 2), interpretata da Montserrat Carulla.
- Partner (episodio 4), interpretato da Pep Tosar.
- Ex di Alicia (episodio 6), interpretato da José Luis García Pérez.
- Natalia (episodio 7), interpretata da Macarena Gómez.
- Victoria Fortuño (episodio 9), interpretata da Montse Guallar.
- Mónica (episodi 1-9), interpretata da Diana Gómez, doppiata da Mattea Serpelloni.
- Adrián Arce (episodi 1-9, 12), interpretato da Biel Durán, doppiato da Gianluca Cortesi.
- Santiago "Santi" Mur (episodi 3-16), interpretato da Marcel Borràs, doppiato da Emanuele Ruzza.
- Lola (episodi 2, 4, 6-7, 10-16), interpretata da Julia Molins, doppiata da Giorgia Brunori.
- Giudice Santos (episodi 4-6, 8, 11-12, 13-16), interpretato da Andreu Benito, doppiato da Stefano Alessandroni.
- Avvocato García (episodi 2-10), interpretato da Albert Prat, doppiato da Raffaele Carpentieri.
- Chlöe (episodi 1, 6, 8, 11-12, 15), interpretata da Txell Aixendri, doppiata da Alessandra Bellini.
- Pelayo (episodi 11-15), interpretata da Patrícia Bargalló, doppiata da Roberta De Roberto.

#### Cast sporadico
- Cristina Guerrero (episodi 1-4), interpretata da Susana Bequer.
- Avvocato Vicente Flavià (episodi 1, 3-6), interpretato da Pep Ferrer, doppiato da Achille D'Aniello.
- Dottor Cervera (episodi 1, 6), interpretato da Eduard Buch.
- Dani (episodi 2-3, 5, 9), interpretato da Jaume Casals.
- Teresa (episodi 2, 5), interpretata da Montse Alcoverro.
- Ariadna González (episodi 3, 5, 8-10), interpretata da Sara Sors, doppiata da Alice Venditti.
- Sara (episodi 3, 5), interpretata da Carlota Bentulà.
- Psichiatra (episodi 5-6), interpretato da Armand Villén.
- Verónica "Vero" Heredia (episodi 6, 11, 13-14), interpretata da Greta Fernández, doppiata da Giorgia Locuratolo.
- Montse (episodi 6-7, 8, 11), interpretata da Mercè Pons, doppiata da Irene Di Valmo.
- Ezequiel Cortés † (episodi 6-7, 10), interpretato da Josep Julien, doppiato da Alberto Bognanni.
- Raúl Calvo (episodi 10, 12), interpretato da Artur Busquets.
- Capo chirurgo (episodi 11-12), interpretato da Jaume García.
- Poliziotta del commissariato (episodi 11-14), interpretata da Laura Gutiérrez.
- Carlos Escalante † (episodi 12, 14), interpretato da Marc Rodríguez.
- Felipe (episodi 13, 15), interpretato da Óscar Foronda.
- Reyes (episodi 13, 15-16), interpretata da Mercedes León, doppiata da Carolina Zaccarini.
- César Mur (episodi 13, 15-16), interpretato da Manel Barceló, doppiato da Paolo Maria Scalondro.

#### Cast episodico
- Fiscale Sales (episodio 1), interpretato da Carlos Olalla.
- Impiegato della stazione di servizio (episodio 1), interpretato da Jorgi Gràcia.
- David Cantero interpreta se stesso (episodio 1).
- Polizia scientifica (episodio 2), interpretata da Eva Herrero.
- Commessa (episodio 2), interpretata da Irene Jódar.
- Blanca (episodio 2), interpretata da Mònica Macfer.
- Guille (episodio 2), interpretato da Carlos Paredes.
- Pedro Piqueras interpreta se stesso (episodio 2).
- Studentessa del master (episodio 3), interpretata da Virginia Expósito.
- Studente del master (episodio 3), interpretato da Carlos García.
- Sam (episodio 3), interpretata da Alba José.
- Presidente del CPJ (episodio 3), interpretato da Luis Siles.
- Poliziotto (episodio 3), interpretato da Marc Serra.
- Eduardo (episodio 3), interpretato da Pere Brasó.
- Carlitos (episodio 3), interpretato da Alejandro Clavería.
- María (episodio 3), interpretata da Isabel Salguero.
- Jesús Ayala (episodio 3), interpretato da Joan Bentallé.
- Bambino (episodio 3), interpretato da Álex Fernández.
- Montse (episodio 3), interpretato da Rosa Nebot.
- Studente di campagna (episodio 5), interpretato da Joaquín Manuel Rodríguez.
- Agente Blanco (episodio 5), interpretato da Andrea Portella.
- Giornalista universitario (episodio 5), interpretato da Pep Papell.
- Ragazzo dell'aeroporto (episodio 5), interpretato da José Luis Gázquez.
- Rocío (episodio 6), interpretata da Carolina Clemente.
- Dottor Van der Meyde (episodio 6), interpretato da Julius Cotter.
- Segretaria della fiscale Hess (episodio 6), interpretata da Lucía Flores.
- Uomo della terapia di gruppo (episodio 6), interpretato da Alexandre Galimany.
- Donna della terapia di gruppo (episodio 6), interpretata da Lara Mezzapelle.
- Voce del talk show radiofonico (episodio 7), interpretata da Montse Miralles.
- Voce del talk show radiofonico (episodio 7), interpretato da Oriol Rafel.
- Sandra (episodio 7), interpretata da Amparo Fernández.
- Fidel (episodio 7), interpretato da Ferran Terraza.
- Karim (episodio 8), interpretato da Hadim Krim.
- Madre di Ezequiel Cortés (episodio 8), interpretata da Petra Martínez.
- Hostalero (episodio 8), interpretato da Pep Payo.
- Palillos (episodio 8), interpretato da Sergi Sáez.
- Bonsai (episodio 8), interpretato da Paco Moreno.
- Antonio (episodio 8), interpretato da Lolo Herrero.
- Voce fuori campo del presentatore televisivo (episodio 8), interpretato da Joan Carles Gustems.
- Medico d'urgenza (episodio 9), interpretato da Carlos Tomás.
- Peyo (episodio 9), interpretato da Daniel Albaladejo.
- Padre della famiglia della foresta (episodio 10), interpretato da Iván Mercadé.
- Bambina della foresta (episodio 10), interpretata da Júlia Mercadé.
- Bambino della foresta (episodio 10), interpretato da Adrià Mercadé.
- Professore (episodio 11), interpretato da Joaquín Muñoz.
- Vicecancelliere (episodio 11), interpretato da Ángel Maestre.
- Poliziotto dell'università 1 (episodio 11), interpretato da Francisco Javier Romero.
- Poliziotto dell'università 2 (episodio 11), interpretato da Javier Rodríguez.
- Infermiera (episodio 11), interpretata da Jair Matamoros.
- Oncologo (episodio 11), interpretato da Sergi Albert.
- Infermiera di Charry (episodio 12), interpretata da Anna Gras.
- Poliziotto del commissariato (episodio 12), interpretato da Oriol Maymó.
- Addetta alla stampa (episodio 12), interpretata da Nuria Casas.
- Preso Cantina (episodio 12), interpretato da Darko Perić.
- Agente di trasferimento (episodio 12), interpretato da Xavi Saez.
- Direttrice  dell'ipermercato (episodio 13), interpretata da Amalia Sancho.
- Agente di arresto di Elías (episodio 13), interpretato da Sergio Carballo.
- Agente dei sotterranei (episodio 13), interpretato da Damián Esteve.
- Guardiano della prigione (episodio 14), interpretato da Joan Domínguez.
- Infermiera (episodio 14), interpretata da Leticia Vaquero.
- Lili (episodio 14), interpretata da Mariona Schil,
- Cati (episodio 14), interpretata da Marta Ossó.
- Giornalista del commissariato (episodio 15), interpretata da Glòria Cano.
- Dottoressa di Ana (episodio 15), interpretata da Ana Barrachina.
- Psicologa de Ana (episodio 15), interpretata da Eva de Luis.
- Infermiera di Julieta (episodio 15), interpretata da Marta Codina.
- Poliziotto ospedaliero (episodio 15) Raquel Fresno.
- Infermiera di Ana (episodi 15), interpretata da Elisabeth Soler.
- Avvocato "junior" (episodio 15), interpretato da Kevin Bautista.
- Avvocata 1 (episodio 15), interpretata da Amelia Riera.
- Avvocata 2 (episodio 15), interpretata da Carmen Úbeda.
- Asunción (episodio 15), interpretata da Mercè Montalà.
- Rettore (episodio 16), interpretato da Frederic Tomás.
- Guardia carceraria (episodio 16), interpretato da Manuel Bermúdez.
- Ricky (episodio 16), interpretato da Javier Egea.

## Produzione
La serie è creata da Pau Freixas, il quale ha condiviso la regia con Silvia Quer, Jorge Coira e Joaquín Llamas e prodotta da Filmax e Mediaset España.

### Sviluppo
A metà maggio 2015, attraverso una nota inviata da Mediaset España alla stampa, è stato annunciato che l'attore Lluís Homar avrebbe recitato nella serie interpretando il personaggio di Juan Elías. Qualche settimana dopo, è stato annunciato che finalmente, dopo il rinnovo della serie Il sospetto (Bajo sospecha) per una seconda stagione alla quale Homar ha partecipato, l'attore ha deciso di restarvi legato, poiché il suo impegno era precedente a questo progetto creato da Pau Freixas.
Pau Freixas, il creatore della serie, ha annunciato il 19 maggio 2015 in occasione della presentazione della serie che sarebbe stata sviluppata in due stagioni, con 10 episodi ciascuna. Alla fine, dopo un incontro tra Telecinco e il creatore della serie, hanno deciso di realizzare un totale di 16 episodi con un finale chiuso, pensando che sarebbe stato meglio per il prodotto.

### Seguito letterario
Dopo la fine della serie, è stato annunciato che sarebbe stato pubblicato un seguito letterario della serie, scritto dal creatore della serie Pau Freixas e dallo scrittore Claudio Cerdán. Il romanzo, intitolato La última palabra di Juan Elías, racconta ciò che accadde due anni dopo gli eventi catturati nella serie Telecinco.

## Distribuzione
In Spagna la serie è andata in onda su Telecinco dal 16 gennaio al 1º maggio 2017.
Alla fine di gennaio 2017 è stato confermato che la BBC aveva acquisito i diritti della serie per essere trasmessa nel Regno Unito con il titolo I know who you are. In Polonia, Ale Kino+, emittente affiliata a Canal+, trasmette la serie dal 9 aprile 2017 con il titolo Wiem, kim jesteś. Nei Paesi Bassi è stato creato un remake con il titolo Ik weet wie je bent, per l'emittente pubblica olandese KRO-NCRV su NPO 3.
In Italia la serie è stata distribuita in esclusiva sul servizio di streaming Mediaset Infinity il 25 settembre e il 16 ottobre 2023.

## Riconoscimenti
- Fotogrammi d'argento
  - 2018: Candidatura come Miglior attrice televisiva a Blanca Portillo

- Premio Feroz
  - 2017: Candidatura come Miglior serie drammatica per Io so chi sei (Sé quién eres)[24]
  - 2017: Candidatura come Miglior attore protagonista in una serie a Francesc Garrido
  - 2017: Candidatura come Miglior attrice protagonista in una serie a Blanca Portillo
  - 2017: Candidatura come Miglior attore non protagonista in una serie ad Àlex Monner
  - 2017: Candidatura come Miglior attrice non protagonista in una serie a Susana Abaitua

- Premio Iris, Spagna
  - 2017: Candidatura come Miglior serie per Io so chi sei (Sé quién eres)
  - 2017: Candidatura come Miglior attore a Francesc Garrido
  - 2017: Candidatura come Miglior attrice a Blanca Portillo

- Premio Ondas
  - 2017: Premio come Miglior serie nazionale per Io so chi sei (Sé quién eres)[25]

- Premio Zapping
  - 2018: Candidatura come Miglior serie per Io so chi sei (Sé quién eres)
  - 2018: Candidatura come Miglior attrice a Blanca Portillo